# Laetesia nornalupiensis
Laetesia nornalupiensis là một loài nhện trong họ Linyphiidae.
Loài này thuộc chi Laetesia. Laetesia nornalupiensis được Jörg Wunderlich miêu tả năm 1976.